# مالكوم سيمبسون
مالكوم سيمبسون (بالإنجليزية: Malcolm Simpson) هو دراج نيوزيلندي، ولد في 26 سبتمبر 1933 في أوكلاند في نيوزيلندا.

## وصلات خارجية
- مالكولم سيمبسون على موقع أرشيف الدراجات (الإنجليزية)
- مالكولم سيمبسون على موقع اللجنة الأولمبية الدولية (الإنجليزية)
- مالكولم سيمبسون على موقع أوليمبيديا (الإنجليزية)
- مالكولم سيمبسون على موقع اللجنة الأولمبية النيوزيلندية (الإنجليزية)